# 1938-as úszó-Európa-bajnokság
Az 1938-as úszó-Európa-bajnokságot Londonban, Nagy-Britanniában rendezték augusztus 6. és augusztus 13. között. Az Eb-n 16 versenyszámot rendeztek. 11-et úszásban, 4-et műugrásban és egyet vízilabdában.
Ezt követően a második világháború miatt legközelebb 1947-ben rendezték meg az Eb-t.

## Magyar érmesek
| Érem  | Versenyző        | Versenyszám | Versenyszám       |
| ----- | ---------------- | ----------- | ----------------- |
| Arany | Férfi válogatott | vízilabda   | csapat            |
| Bronz | Kőrösi István    | úszás       | Férfi 100 m gyors |
| Bronz | Lengyel Árpád    | úszás       | Férfi 100 m hát   |

## Éremtáblázat
(A táblázatban Magyarország és a rendező nemzet eltérő háttérszínnel kiemelve.)
| Helyezés | Nemzet         | Arany | Ezüst | Bronz | Összesen |
| 1.       | Németország    | 5     | 7     | 2     | 14       |
| 2.       | Dánia          | 5     | 1     | 1     | 7        |
| 3.       | Hollandia      | 2     | 3     | 3     | 8        |
| 4.       | Svédország     | 2     | 1     | 0     | 3        |
| 5.       | Nagy-Britannia | 1     | 3     | 5     | 9        |
| 6.       | Magyarország   | 1     | 0     | 3     | 4        |
| 7.       | Franciaország  | 0     | 1     | 0     | 1        |
| 8.       | Jugoszlávia    | 0     | 0     | 1     | 1        |
| 8.       | Belgium        | 0     | 0     | 1     | 1        |
| Összesen | Összesen       | 16    | 16    | 16    | 48       |

## Érmesek

### Úszás
Férfi
| Versenyszám             | Arany                                                                      | Arany   | Ezüst                                                                             | Ezüst   | Bronz                                                                             | Bronz   |
| ----------------------- | -------------------------------------------------------------------------- | ------- | --------------------------------------------------------------------------------- | ------- | --------------------------------------------------------------------------------- | ------- |
| 100 m-es gyorsúszás     | Kees Hoving · Hollandia                                                    | 59,8    | Frederick Dove · Nagy-Britannia                                                   | 1:00,6  | Kőrösi István · Magyarország                                                      | 1:01,2  |
| 400 m-es gyorsúszás     | Björn Borg · Svédország                                                    | 4:51,6  | Werner Plath · Németország                                                        | 4:56,2  | Norman Wainwright · Nagy-Britannia                                                | 4:56,3  |
| 1500 m-es gyorsúszás    | Björn Borg · Svédország                                                    | 19:55,6 | Bob Leivers · Nagy-Britannia                                                      | 19:57,0 | Heinz Arendt · Németország                                                        | 20:12,6 |
| 100 m-es hátúszás       | Heinz Schlauch · Németország                                               | 1:09,0  | Gerhard Nüsske · Németország                                                      | 1:10,8  | Lengyel Árpád · Magyarország                                                      | 1:12,0  |
| 200 m-es mellúszás      | Joachim Balke · Németország                                                | 2:45,8  | Erwin Sietas · Németország                                                        | 2:45,9  | Anton Cerer · Jugoszlávia                                                         | 2:47,6  |
| 4 × 200 m-es gyorsváltó | Németország · Werner Birr · Wolfgang Heimlich · Hans Freese · Werner Plath | 9:17,6  | Franciaország · Roland Pallard · Christian Talli · René Cavalero · Alfred Nakache | 9:22,6  | Nagy-Britannia · Frederick Dove · Kenneth Deane · Bob Leivers · Norman Wainwright | 9:24,6  |

Női
| Versenyszám             | Arany                                                                         | Arany  | Ezüst                                                                           | Ezüst  | Bronz                                                                         | Bronz  |
| ----------------------- | ----------------------------------------------------------------------------- | ------ | ------------------------------------------------------------------------------- | ------ | ----------------------------------------------------------------------------- | ------ |
| 100 m-es gyorsúszás     | Ragnhild Hveger · Dánia                                                       | 1:06,2 | Birte Ove-Petersen · Dánia                                                      | 1:06,8 | Ria van Veen · Hollandia                                                      | 1:08,4 |
| 400 m-es gyorsúszás     | Ragnhild Hveger · Dánia                                                       | 5:09,0 | Ria van Veen · Hollandia                                                        | 5:27,7 | Fernande Caroen · Belgium                                                     | 5:33,4 |
| 100 m-es hátúszás       | Cor Kint · Hollandia                                                          | 1:15,0 | Irene van Feggelen · Hollandia                                                  | 1:15,9 | Birte Ove-Petersen · Dánia                                                    | 1:17,0 |
| 200 m-es mellúszás      | Inge Sørensen · Dánia                                                         | 3:05,4 | Doris Storey · Nagy-Britannia                                                   | 3:06,0 | Jopie Waalberg · Hollandia                                                    | 3:06,2 |
| 4 × 100 m-es gyorsváltó | Dánia · Eva Arndt Riise · Gunvor Kraft · Birte Ove-Petersen · Ragnhild Hveger | 4:31,6 | Hollandia · Alie Stijl · Trude Malcorpe · Ria van Veen · Willemijntje den Ouden | 4:39,5 | Nagy-Britannia · Zipha Grant · Joyce Harrowby · Marjory Hinton · Olive Wadham | 4:51,4 |

### Műugrás
Férfi
| Versenyszám         | Arany                     | Arany  | Ezüst                      | Ezüst  | Bronz                             | Bronz  |
| ------------------- | ------------------------- | ------ | -------------------------- | ------ | --------------------------------- | ------ |
| 3 m-es műugrás      | Erhard Weiß · Németország | 148,02 | Fritz Haster · Németország | 137,50 | Frederick Hodges · Nagy-Britannia | 132,52 |
| 10 m-es toronyugrás | Erhard Weiß · Németország | 124,67 | Hans Kitzig · Németország  | 121,53 | Hidvégi László · Magyarország     | 107,22 |

Női
| Versenyszám         | Arany                        | Arany  | Ezüst                            | Ezüst  | Bronz                       | Bronz  |
| ------------------- | ---------------------------- | ------ | -------------------------------- | ------ | --------------------------- | ------ |
| 3 m-es műugrás      | Betty Slade · Nagy-Britannia | 103,60 | Gerda Daumerlang · Németország   | 102,28 | Edna Child · Nagy-Britannia | 100,40 |
| 10 m-es toronyugrás | Inge Beeken · Dánia          | 37,09  | Ann-Margret Nirling · Svédország | 36,92  | Suse Heinze · Németország   | 36,39  |

### Vízilabda
| Versenyszám | Arany        | Ezüst       | Bronz     |
| ----------- | ------------ | ----------- | --------- |
| Férfi       | Magyarország | Németország | Hollandia |